# Doğankent
Doğankent là một huyện thuộc tỉnh Giresun, Thổ Nhĩ Kỳ. Huyện có diện tích 123 km² và dân số thời điểm năm 2007 là 6881 người, mật độ 56 người/km².